# Dr. Ken
Dr Ken est une série télévisée américaine en 44 épisodes de 22 minutes créée par Ken Jeong et Jared Stern et diffusée du 2 octobre 2015 au 31 mars 2017 sur le réseau ABC. Ken Jeong en est également le scénariste et l'acteur principal, et la série est inspirée de sa propre expérience professionnelle, étant donné qu'il a travaillé comme médecin avant de devenir comédien.
Cette série est inédite dans tous les pays francophones.

## Synopsis
Cette série raconte le quotidien d'un médecin brillant qui tente de maintenir un équilibre entre sa vie professionnelle et sa vie de famille, ce qui n'est pas toujours facile, son épouse étant également thérapeute.

## Distribution

### Acteurs principaux
- Ken Jeong : Dr Ken Park
- Suzy Nakamura : Dr Allison Park
- Tisha Campbell-Martin : Damona
- Jonathan Slavin (en) : Clark
- Albert Tsai (en) : Dave Park
- Krista Marie Yu (en) : Molly Park
- Dave Foley : Pat Hein (depuis la saison 2, récurrent saison 1)
- Dana Lee : D.K. Park (depuis la saison 2, récurrente saison 1)
- Kate Simses : Dr Julie Mintz (saison 1)

### Acteurs récurrents
- Marques Ray : Juan-Julio
- Alexis Rhee : In-Sook Park, mère de Ken
- Margaret Cho : Dr Wendi, sœur de Ken

## Production

### Développement
Le 10 février 2015, le réseau ABC commande un pilote,.
Le 7 mai 2015, le réseau ABC annonce officiellement après le visionnage du pilote, la commande du projet de série,.
Le 12 mai 2015, lors des Upfronts, ABC annonce la diffusion de la série à l'automne 2015,.
Le 20 octobre 2015, ABC commande neuf épisodes supplémentaires, soit une saison complète de 22 épisodes.
Le 12 mai 2016, ABC annonce le renouvellement de la série pour une deuxième saison.
Le 11 mai 2017, ABC annonce l'annulation de la série.

### Casting
Les rôles ont été attribués dans cet ordre : Ken Jeong, Albert Tsai, Dave Foley, Suzy Nakamura , Tisha Campbell-Martin, Jonathan Slavin (en) et Krista Marie Yu.
Le 13 août 2015, Kate Simses rejoint la distribution principale.
Fin août 2015, Margaret Cho rejoint la série dans le rôle du Dr Wendy, la sœur de Ken.

## Épisodes

### Première saison (2015-2016)
1. Titre français inconnu (Pilot)
2. Titre français inconnu (The Seminar)
3. Titre français inconnu (Ken Helps Pat)
4. Titre français inconnu (Kevin O'Connell)
5. Titre français inconnu (Halloween-Aversary)
6. Titre français inconnu (Ken Teaches Molly a Lesson)
7. Titre français inconnu (Dr. Wendi: Coming To LA!)
8. Titre français inconnu (Thanksgiving Culture Clash)
9. Titre français inconnu (Ken Cries Foul)
10. Titre français inconnu (The Master Scheduler)
11. Titre français inconnu (Delayed In Honolulu)
12. Titre français inconnu (Ken's Physical)
13. Titre français inconnu (D.K. and the Dishwasher)
14. Titre français inconnu (Dave's Valentine)
15. Titre français inconnu (The Wedding Sitter)
16. Titre français inconnu (Meeting Molly's Boyfriend)
17. Titre français inconnu (Ken at the Concert)
18. Titre français inconnu (Dicky Wexler's Last Show)
19. Titre français inconnu (Ken's an Expert Witness)
20. Titre français inconnu (Dave's Sex Talk)
21. Titre français inconnu (Korean Men's Club)
22. Titre français inconnu (Ken Tries Stand Up)

### Deuxième saison (2016-2017)
Elle a été diffusée du 23 septembre 2016 au 31 mars 2017 au 31 mars 2017 sur ABC aux États-Unis.
1. Titre français inconnu (Allison's Career Move)
2. Titre français inconnu (Ken and Allison Share a Patient)
3. Titre français inconnu (Dr. Ken’s Banquet Snub)
4. Titre français inconnu (Dr. Ken: Child Of Divorce)
5. Titre français inconnu (D.K.'s Korean Ghost Story)
6. Titre français inconnu (Ken Learns Korean)
7. Titre français inconnu (Dave Goes On Shark Tank)
8. Titre français inconnu (Allison's Thanksgiving Meltdown)
9. Titre français inconnu (D.K.'s New Girlfriend)
10. Titre français inconnu (Ken's Apology)
11. Titre français inconnu (A Park Family Christmas)
12. Titre français inconnu (Ken's New Intern)
13. Titre français inconnu (Jae Meets the Parks)
14. Titre français inconnu (A Day In The Life)
15. Titre français inconnu (Ken And The Basketball Star)
16. Titre français inconnu (A Dr. Ken's Valentine's Day)
17. Titre français inconnu (Pat's Rash)
18. Titre français inconnu (Allison Finds a Lump)
19. Titre français inconnu (Ken's Old Professor)
20. Titre français inconnu (Ken and the CEO)
21. Titre français inconnu (Clark’s Big Surprise)
22. Titre français inconnu (Ken’s Big Audition)